# ATP Challenger Tour Finals 2015
Die ATP Challenger Tour Finals 2015 waren ein Tennisturnier, das im Stadion Ginásio do Ibirapuera in São Paulo, Brasilien vom 25. bis 29. November 2015 auf Sandplatz ausgetragen wurde.
Das Turnier wurde von der ATP zum fünften und letzten Mal ausgetragen und war Teil der ATP Challenger Tour 2015. Es war das Saisonabschlussturnier für die Spieler der ATP Challenger Tour. Qualifiziert waren die besten sieben Spieler des Jahres 2015 und ein Spieler, der mit einer Wildcard vom Veranstalter nominiert wurde. Gespielt wurde in zwei Vierer-Gruppen im sogenannten Round-Robin-Verfahren, wo jeder Spieler einmal gegen alle anderen Spieler derselben Gruppe antrat. Die jeweils besten zwei Spieler jeder Gruppe qualifizierten sich für die Endrunde, die im K.-o.-System ausgetragen wurde, wobei jeweils der Gruppensieger gegen den Gruppenzweiten der jeweils anderen Gruppe antrat.
Seit 2017 finden zum Abschluss der Tennissaison die Next Generation ATP Finals statt, ein Turnier mit gleichem Modus für die besten unter 21-jährigen Tennisspieler der Saison. Als Wertungsgrundlage dient dabei allerdings die normale Weltrangliste und nicht nur die Ergebnisse auf der Challenger Tour.

## Preisgeld und Punkte
Das Gesamtpreisgeld betrug 220.000 US-Dollar.
| Runde                    | Einzel    | Punkte |
| ------------------------ | --------- | ------ |
| Sieg                     | +45.000 $ | +50    |
| Halbfinalsieg            | +21.000 $ | +30    |
| Gruppenphase (3 Siege)   | +18.900 $ | +45    |
| Gruppenphase (2 Siege)   | +12.600 $ | +30    |
| Gruppenphase (ein Sieg)  | 0+6.300 $ | +15    |
| Gruppenphase (kein Sieg) | 0+6.300 $ | +00    |
| Ersatzspieler            | 0+3.500 $ | +00    |

## Qualifikation
Die sieben bestplatzierten Herren der ATP Challenger Tour qualifizierten sich für diesen Wettbewerb. Dazu kam noch ein Reservist. Entscheidend für die Qualifikation war die ATP Challenger Jahresrangliste zum Stand 16. November 2015.
| 1 | Paolo Lorenzi           | 16. November 2015 |
| 2 | Guido Pella             | 16. November 2015 |
| 3 | Daniel Muñoz de la Nava | 16. November 2015 |
| 4 | Marco Cecchinato        | 16. November 2015 |
| 5 | Íñigo Cervantes         | 16. November 2015 |
| 6 | Radu Albot              | 16. November 2015 |
| 7 | Farrux Doʻstov          | 16. November 2015 |

Außerdem erhielt der Brasilianer Guilherme Clezar aufgrund einer Wildcard den achten Startplatz. Mit Weltranglistenplatz 186 war er gleichzeitig der am schlechtesten in der Weltrangliste positionierte Spieler des Starterfeldes.

## Round Robin

### Gruppe A

#### Ergebnisse
| Spieler                 | Spieler                 | Ergebnis       |
| ----------------------- | ----------------------- | -------------- |
| Íñigo Cervantes         | Daniel Muñoz de la Nava | 4:6, 7:63, 7:5 |
| Paolo Lorenzi           | Farrux Doʻstov          | 4:6, 6:3, 6:4  |
| Daniel Muñoz de la Nava | Farrux Doʻstov          | 7:63, 6:1      |
| Íñigo Cervantes         | Paolo Lorenzi           | 6:4, 6:3       |
| Íñigo Cervantes         | Farrux Doʻstov          | 6:3, 6:3       |
| Daniel Muñoz de la Nava | Paolo Lorenzi           | 4:6, 6:3, 6:2  |

#### Tabelle
| Pos. | Setzliste | Spieler                 | Spiele | Sätze | Punkte |
| ---- | --------- | ----------------------- | ------ | ----- | ------ |
| 1    | 5         | Íñigo Cervantes         | 42:30  | 6:1   | 3:0    |
| 2    | 3         | Daniel Muñoz de la Nava | 46:36  | 5:3   | 2:1    |
| 3    | 1         | Paolo Lorenzi           | 34:41  | 3:5   | 1:2    |
| 4    | 7         | Farrux Doʻstov          | 26:41  | 1:6   | 0:3    |

### Gruppe B

#### Ergebnisse
| Spieler          | Spieler          | Ergebnis         |
| ---------------- | ---------------- | ---------------- |
| Guilherme Clezar | Marco Cecchinato | 7:5, 6:4         |
| Guido Pella      | Radu Albot       | 3:6, 6:1, 6:3    |
| Radu Albot       | Marco Cecchinato | 4:6, 6:3, 6:2    |
| Guido Pella      | Guilherme Clezar | 6:4, 6:3         |
| Guilherme Clezar | Radu Albot       | 6:2, 6:4         |
| Marco Cecchinato | Guido Pella      | 1:6, 0:1 Aufgabe |

#### Tabelle
| Pos. | Setzliste | Spieler          | Spiele | Sätze | Punkte |
| ---- | --------- | ---------------- | ------ | ----- | ------ |
| 1    | 2         | Guido Pella      | 27:17  | 4:3   | 2:1    |
| 2    | 8         | Guilherme Clezar | 32:27  | 4:2   | 2:1    |
| 3    | 6         | Radu Albot       | 32:38  | 3:5   | 1:2    |
| 4    | 4         | Marco Cecchinato | 20:29  | 3:4   | 1:2    |

## Finalrunde

### Halbfinale, Finale
|  | Halbfinale | Halbfinale              | Halbfinale | Halbfinale | Halbfinale |  |  | Finale | Finale                  | Finale | Finale | Finale |
|  |            |                         |            |            |            |  |  |        |                         |        |        |        |
|  |            |                         |            |            |            |  |  |        |                         |        |        |        |
|  | 5          | Íñigo Cervantes         | 6          | 7          |            |  |  |        |                         |        |        |        |
|  | 8          | Guilherme Clezar        | 3          | 69         |            |  |  |        |                         |        |        |        |
|  |            |                         |            |            |            |  |  | 5      | Íñigo Cervantes         | 6      | 3      | 7      |
|  |            |                         |            |            |            |  |  | 3      | Daniel Muñoz de la Nava | 2      | 6      | 64     |
|  | 2          | Guido Pella             |            |            |            |  |  |        |                         |        |        |        |
|  | 3          | Daniel Muñoz de la Nava | w.         | o.         |            |  |  |        |                         |        |        |        |
|  |            |                         |            |            |            |  |  |        |                         |        |        |        |

### Erreichte Preisgelder und Weltranglistenpunkte
(Stand: 29. November 2015)
| Spieler                 | Punkte | Antrittsgeld | Erspieltes Preisgeld | Gesamtpreisgeld |
| ----------------------- | ------ | ------------ | -------------------- | --------------- |
| Íñigo Cervantes         | 125    | 6.300 $      | 84.900 $             | 91.200 $        |
| Daniel Muñoz de la Nava | 60     | 6.300 $      | 33.600 $             | 39.900 $        |
| Guilherme Clezar        | 30     | 6.300 $      | 12.600 $             | 18.900 $        |
| Guido Pella             | 30     | 6.300 $      | 12.600 $             | 18.900 $        |
| Radu Albot              | 15     | 6.300 $      | 6.300 $              | 12.600 $        |
| Marco Cecchinato        | 15     | 6.300 $      | 6.300 $              | 12.600 $        |
| Paolo Lorenzi           | 15     | 6.300 $      | 6.300 $              | 12.600 $        |
| Farrux Doʻstov          | 0      | 6.300 $      | 0 $                  | 6.300 $         |